# Microprotopus longimanus
Microprotopus longimanus is een vlokreeftensoort uit de familie van de Microprotopidae. De wetenschappelijke naam van de soort is voor het eerst geldig gepubliceerd in 1887 door Chevreux.